# Auburn (Ferrocarril Regional Sounder)
Auburn es una estación en la Línea South del Ferrocarril Regional Sounder, administrada por Sound Transit. La estación se encuentra localizada en  23 A Street Southwest en Auburn, Washington. Es la sexta estación de un total de nueve que conforman el recorrido completo entre Lakewwood Station y Seattle. El tiempo total del viaje es de 1h y 13 min. La estación de Auburn fue inaugurada en 2000.

## Descripción
La estación Auburn cuenta con dos plataformas laterales.

## Conexiones
La estación es abastecida por las siguientes conexiones: 
- ST Express, King County Metro Transit